# Zuikaku
Zuikaku (japonsky 瑞鶴 „Šťastný jeřáb“) byla druhou letadlovou lodí třídy Šókaku japonského císařského námořnictva a zároveň poslední předválečnou japonskou letadlovou lodí. Zúčastnila se útoku na Pearl Harbor a spolu se svojí sestrou Šókaku prošla většinou hlavních bitev v Tichém a Indickém oceánu. Kvůli velkým leteckým ztrátám v bitvě v Korálovém moři se nemohla zúčastnit bitvy u Midway. Po této bitvě, kde japonské císařské námořnictvo ztratilo čtyři letadlové lodě, zůstala spolu se Šókaku jedinou japonskou velkou letadlovou lodí až do dokončení Taihó. Bojovala u Guadalcanalu v bitvě u východních Šalomounů a u Santa Cruz. S poškozením přežila bitvu ve Filipínském moři a jako poslední veterán od Pearl Harboru byla potopena americkými palubními bombardéry v bitvě u mysu Engaño 25. října 1944.

## Označování letounů palubní skupinyZuikaku
Letouny palubní skupiny Zuikaku (瑞鶴飛行機隊 Zuikaku hikókitai) byly na kýlovce označovány kódem, dle následujícího schématu: [kód Zuikaku]-[taktické číslo]. Identifikační kód Zuikaku v roce 1941 byla kombinace písmena a římské číslice EII. Prvkem rychlé identifikace byly dva úzké bílé pruhy na trupu letounu.

## Služba
Po dokončení byla Zuikaku přiřazena k 5. divizi letadlových lodí (第五航空戦隊 Dai-go Kókú Sentai) 1. letecké floty (第一航空艦隊 Dai-iči Kókú Kantai) Spojeného loďstva.

### Útok na Pearl Harbor (prosinec 1941)
Zuikaku opustila Hittokappskou zátoku 26. listopadu 1941 a spolu s ostatními plavidly Kidó Butai (機動部隊 ~ úderný svaz letadlových lodí) zamířila k Havajským ostrovům. V ranních hodinách 7. prosince pak vyslala své letouny ve dvou vlnách k útoku na Pearl Harbor. V první vlně poslala do útoku 25 střemhlavých bombardérů Aiči D3A1 Val, které zaútočily na Wheeler Field. Doprovodilo je pět stíhacích Micubiši A6M2 Zero, které zaútočily na Kaneohe. Dalších 12 Zero drželo CAP nad Oahu a tři Zera hlídkovala nad Kidó Butai. Ve druhé vlně odstartovalo 27 pumami vyzbrojených bombardérů Nakadžima B5N2 Kate, které zaútočily na Hickam Field.
Pro Zuikaku se celá operace obešla beze ztrát na letadlech i létajícím personálu. Dne 23. prosince se Zuikaku vrátila do Hittokappské zátoky.